# Ben Amera

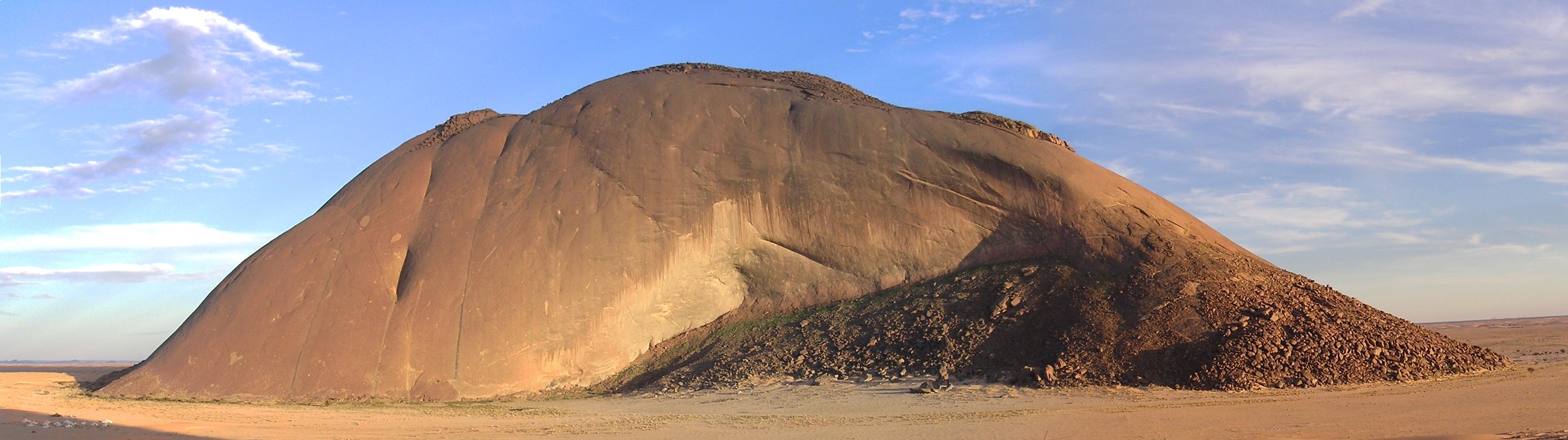
Il monolito di Ben Amera.

Ben Amera, in Mauritania, è il più grande monolito dell'Africa. Si eleva fino a 633 m sopra il livello del deserto circostante.
Viene considerato il secondo più grande monolito del mondo dopo l'Uluṟu, in Australia, se si esclude il Mount Augustus. Secondo la popolazione locale esso sarebbe anche molto più grande dell'Uluru, se venisse inclusa anche la porzione di roccia che si trova sotto alla sabbia. Analoga considerazione andrebbe però applicata anche al monolite australiano.

## Localizzazione
Il monolito di Ben Amera è situato in Mauritania, nella Regione di Adrar, nella parte occidentale del paese, 400 km a nord-est della capitale Nouakchott, vicino al confine con il Sahara Occidentale. Il monolito si trova 4 km a nord della linea ferroviaria del cosiddetto treno del ferro, il grande convoglio utilizzato per il trasporto del minerale ferroso tra Nouadhibou e Zouérat.

## Aisha
A circa 20 minuti di auto dal Ben Amera, si trova anche un altro monolito più piccolo, quello detto di Aisha. 
Nel 1999 una dozzina di artisti internazionali hanno inciso le rocce alla base del monolito creando rappresentazioni di animali e figurazioni decorative astratte. Alcune rappresentazioni includono anche le rocce circostanti per produrre delle installazioni di effetto artistico.